# Ангон (оружие)

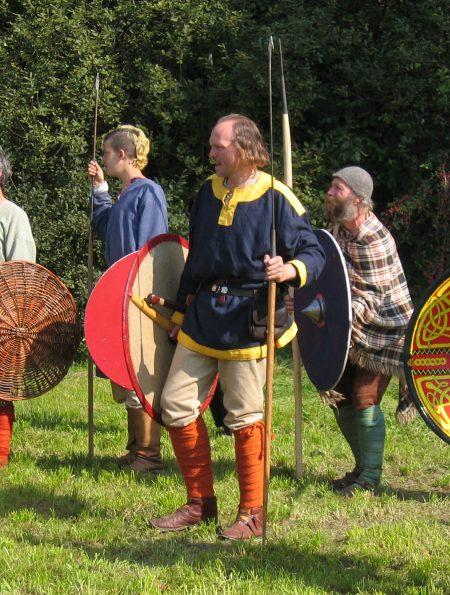
Ангон в руках реконструктора средневековья

Ангон — метательное оружие франков, имевшее назначение замедлять движения противника и мешать ему управлять щитом во время сражения.
Ангон представлял собой разновидность дротика: наконечник с отставленными сзади зубцами насаживался на очень длинное и тяжёлое древко, которое, тащась по земле в то время, когда наконечник впивался в щит неприятеля, лишало или существенно ограничивало его возможность защищаться. Если же брошенный ангон попадал в тело врага, то кривые острия наконечника не позволяли вытащить его из раны и поэтому ангон вполне справедливо считался ужаснейшим оружием франков.
В римской армии использовался дротик, который назвался пилум, в древнерусской армии — сулица.